# 冨士屋
株式会社冨士屋（ふじや）は、和菓子の製造と販売を行っている会社。徳島県徳島市南二軒屋町1丁目1-18に本社を置いている。

## 沿革
- 1872年（明治3年） - 創業。

## 主力商品
- 小男鹿
- 山路
- 霰三盆
- 和三盆
- 阿波自慢
- 写楽

## 店舗
- 本店 - 徳島市南二軒屋町1丁目1-18
- 徳島駅前店 - 徳島市一番町3丁目11
- アミコ東館店 - 徳島市寺島本町西1丁目5 地下1F
- 蔵本店 - 徳島市蔵本町2丁目21
- 阿南店 - 阿南市富岡町今福寺42-9